# 中西 (臺灣)
中西，是臺灣彰化縣二林鎮的一個傳統地域名稱，位於該鎮西南部。相較於今日行政區，其範圍大致與中西里相近。

## 歷史
台灣清治末期至日治初期，中西地區為一街庄，稱為「中西庄」，隸屬於二林下堡。該庄輪廓略呈北北東—南南西走向狹長形，北北東與二林庄為鄰，東南東與竹圍仔庄、火燒厝庄為鄰，南南西邊及西北西邊南段為魚藔庄，西北西邊中段及北段為路上厝庄。
1901年（日治明治三十四年）11月，全台廢縣廳改設二十廳，該庄隸屬於彰化廳。1903年（明治三十六年）6月，該庄編入「二林區」，隸屬於彰化廳。1909年（明治四十二年）10月，合併二十廳為十二廳，二林區改隸屬於臺中廳。1920年（大正九年），廢廳、支廳、區、街庄（舊制）改設州、郡、街庄（新制）、大字，該庄改制為「中西」大字，隸屬於臺中州北斗郡二林庄。1937年，二林庄升格為二林街。
戰後二林街改制為二林鎮，隸屬於臺中縣，大字亦改制為里。1950年10月，中、彰、投分治，二林鎮改隸屬彰化縣。

## 聚落
本地區發展較早的聚落有舊社、中西、內五間藔（五間寮）等，在日治期初期的官方地圖上已有記載。

## 交通
縣道143號（二城路）是漢寶至大城的道路，大致以東北—西南走向經過中西地區。由該道路向東北可前往二林市區、山寮西部、舊趙甲西部、草湖、漢寶並止於省道台17線路口，向西南可前往魚寮、大城市區、下山腳並止於下山腳堤防道路路口。
鄉道彰158線（舊二路）是姑寮至二林的道路，大致以西南西—東北東走向轉西北西—東南東走向再轉西南西—東北東走向經過本地區北端。由該道路向西南西可前往路上厝、外五間厝並止於其西南部邊界地帶菇寮南側的省道台17線路口，向東北東可前往二林市區並止於縣道143號路口。
鄉道彰168線（廣東巷）是中西至廣東厝的道路，其東側端點位於本地區中部偏南的鄉道彰167線路口。由此向西北西直行，經鄉道彰170線起點路口後續行，出境後轉北北東可前往中西並止於縣道143號路口。

## 學校
- 二林高中